# Мищевский, Анатолий Михайлович
Анатолий Михайлович Мищевский (1 июля 1933, Минеральные Воды — 25 января 1996, Москва) — советский и российский оперный певец (тенор), народный артист РСФСР.

## Биография
Анатолий Михайлович Мищевский родился 1 июля 1933 года в Минеральных Водах Северо-Кавказская края (сейчас Ставропольский край). 
В 1953—1959 годах учился в Московской консерватории (класс С. П. Юдина). 
С 1959 года до конца жизни был солистом Московского музыкального театра им. Станиславского и Немировича-Данченко. Член КПСС с 1966 года.
За время работы в театре певец исполнил около 50 партий и ролей. Много гастролировал в стране и за рубежом. 
В 1980—1985 годах учился на факультете режиссёров эстрады в ГИТИСе (курс И. Г. Шароева). Участвовал в постановке новой редакции «Севильского цирюльника» в качестве помощника режиссёра. 
Много работал на радио. Участвовал в записях опер «Воевода» П.И. Чайковского (дирижёр Владимир Кожухарь), «Обручение в монастыре» С. С. Прокофьева (дирижёр Кемал Абдуллаев), «Майская ночь» Н. А. Римского–Корсакова (дирижёр Владимир Кожухарь), «Белые ночи» Ю. Буцко (дирижёр Геннадий Рождественский), «Кола Брюньон» Дм. Кабалевского (дирижёр – Георгий Жемчужин), «Пират» В. Беллини (дирижёр – Евгений Колобов).
25 января 1996 года был убит неизвестными, когда возвращался домой после спектакля «Евгений Онегин», где исполнял партию Ленского. Преступление осталось нераскрытым, убийцы не найдены.

## Награды и премии
- Заслуженный артист РСФСР (1969).
- Народный артист РСФСР (29.12.1979).

## Партии в операх и опереттах
- «Евгений Онегин» П. И. Чайковского — Ленский
- «Иоланта» П. И. Чайковского — Водемон
- «Майская ночь» Н. А. Римского-Корсакова — Левко
- «Богема» Дж. Пуччини — Рудольф
- «Алеко» С. В. Рахманинова — Молодой цыган
- «Паяцы» Р. Леонкавалло — Беппо
- «Травиата» Дж. Верди (1974, Большой театр) — Альфред
- «Нищий студент» К. Миллёкера — студент Владек
- «Мнимая садовница» В. А. Моцарта — граф Бельфиоре
- «Так поступают все женщины» В. Моцарта — Феррандо
- «Похищение из сераля» В. Моцарта — Бельмонт
- «Битва при Леньяно» Дж. Верди — Арриго, воин Вероны
- «Орфей и Эвридика» Й. Гайдна — Орфей
- «Любовный напиток» Г. Доницетти — Неморино
- «Борис Годунов» М. Мусоргского — князь Василий Шуйский
- «Севильский цирюльник» Дж. Россини — граф Альмавива
- «Манон» Ж. Массне — шевалье де Гриё
- «Виринея» С. М. Слонимского — безрукий солдат
- «Безродный зять» Т. Н. Хренникова — Савва
- «Прекрасная Елена» Ж. Оффенбаха — Парис
- «Перикола» Ж. Оффенбаха — Пикильо
- «Донья Жуанита» Ф. фон Зуппе — Жуан